# Espionne à bord
Pour plus de détails, voir Fiche technique et Distribution.
Espionne à bord (titre original : Contraband) est un film d'espionnage britannique réalisé par Michael Powell, sorti en 1940.

## Synopsis
Aux tout débuts de la Deuxième guerre mondiale, un navire danois qui cherchait à éviter les contrôles douaniers britanniques est forcé de rester au port. Son capitaine se fait voler les documents qui lui permettaient d'aller à terre avec son premier officier. En suivant le couple de voleurs, il va se retrouver impliqué dans la capture d'un groupe d'espions allemands.

## Fiche technique
- Titre original : Contraband
- Titre français : Espionne à bord
- Titre américain : Blackout
- Réalisation : Michael Powell
- Scénario : Emeric Pressburger, Michael Powell, Brock Williams
- Décors : Alfred Junge
- Costumes : Rahvis
- Photographie : Freddie Young
- Son : C.C. Stevens
- Montage : John Seabourne
- Musique : Richard Addinsell
- Direction musicale : Muir Mathieson
- Production : John Corfield
- Production associée : Roland Gillett
- Société de production : British National Films
- Sociétés de distribution : 
  -  Royaume-Uni : Anglo-American Film Corporation
  -  France : Astra Paris Films
- Pays d’origine :  Royaume-Uni
- Langue originale : anglais, danois
- Format : noir et blanc — 35 mm — 1,37:1 — son Mono (Western Electric Mirrophonic Recording)
- Genre : Film d'espionnage
- Durée : 92 minutes (version américaine : 80 minutes)
- Dates de sortie : 
  -  Royaume-Uni : 11 mai 1940
  -  France : 10 octobre 1945

## Distribution
- Conrad Veidt : Capitaine Andersen
- Valerie Hobson : Mme Sorensen
- Hay Petrie : Axel Skold / Erik Skold
- Joss Ambler : Capitaine de Corvette Ashton
- Raymond Lovell : Van Dyne
- Esmond Knight : M. Pidgeon
- Charles Victor : Hendrick
- Phoebe Kershaw : Miss Lang
- Harold Warrender : Capitaine de Corvette Ellis
- John Longden : Officier des douanes
- Eric Maturin : Officier des douanes
- Paddy Browne : Chanteuse au Regency
- Henry Wolston : premier serveur danois
- Julian Vedey : deuxième serveur danois
- Sydney Moncton : troisième serveur danois
- Hamilton Keene : quatrième serveur danois
- Leo Genn : premier frère Grimm
- Stuart Latham : deuxième frère Grimm
- Peter Bull :  troisième frère Grimm
- Dennis Arundell : Lieman
- Molly Hamley-Clifford : Baronne Hekla
- Eric Berry : M. Abo, professeur de finnois
- Olga Edwardes : Mme Abo
- Toni Gable : Miss Karoly
- Desmond Jeans : premier Karoly
- Eric Hales : second Karoly
- J.P. Roberts : Hanson
- Manning Whiley : le gérant du Mousetrap

## Autour du film
- Deborah Kerr a joué un petit rôle dans ce film, vendeuse de cigarettes dans un cabaret, mais les scènes ont été coupées au montage[1]